# Cheiracanthium silaceum
Cheiracanthium silaceum is een spinnensoort uit de familie Cheiracanthiidae.
De wetenschappelijke naam van de soort werd in 1897 gepubliceerd door William Joseph Rainbow.